# An ba chen'n la
Albums de Kassav'
Ayé
(1984) Vini pou
(1987)
An ba chenn la est le huitième album du groupe antillais Kassav'.

## Pistes
1. Anba chenn-la
2. Sé pa djen-djen
3. Tout larivyè ka désann an lanmè
4. Filé zétwal
5. Mwen malad aw
6. On chimen pou démen
7. Mové jou
8. Sa ki la pouw

## Musiciens
- Chant lead : Jocelyne Béroard et Jean-Philippe Marthély
- Guitares/Chant : Jacob Desvarieux et Patrick Saint-Éloi
- Basse : Georges Décimus et Pierre-Édouard Décimus
- Claviers : Jean-Claude Naimro
- Batterie/Percussions : César Durcin et Claude Vamur
- Chœurs : Marie-Josée Gibon, Catherine Laupa, Joby Valente et Sylvie Drai
- Saxophones : Alain Hatot
- Trompettes : Freddy Hovsepian, Éric Giausserand et Philippe Slominsky
- Trombone : Hamid Belhocine
- Violons : Michel Cron, France Dubois, Jean Gaunet et Roger Berthier
- Violoncelle : Hubert Varron
- Chant invité : Rebecca Bell